# Хоцивель (станція)
Хоцивель(пол. Chociwel) — одна з найбільших проміжних станцій на магістралі Щецин-Гданськ. Розташована в місті Хоцивель. Поруч з станцією — також зупинка приміських автобусів.
Зупиняються майже всі транзитні швидкі поїзди.
Щогодини курсують приміські електропоїзди зі Щецина і Старгарда до станцій Бялогард, Кошалін, Славно.

## Сполучення
- Бялогард (REGIO), (TLK)
- Білосток (TLK)
- Бєльсько-Бяла (св) (TLK)
- Бжеґ (св) (TLK)
- Чеховіце-Дзедзіце (св) (TLK)
- Ельблонг (TLK)
- Елк (TLK)
- Гданськ-Головний (TLK)
- Гдиня-Головна (TLK)
- Гіжицько (TLK)
- Глогув (св) (TLK)
- Грифіно (св) (TLK)
- Кендзежин-Козьле (св) (TLK)
- Кентшин (TLK)
- Колобжег (св) (TLK)
- Корше (TLK)
- Кошалін (REGIO), (TLK)
- Костшин (св) (TLK)
- Лемборк (TLK)
- Лобез (REGIO), (TLK)
- Мальборк (TLK)
- Моронг (TLK)
- Нова Сіль (св) (TLK)
- Ольштин (TLK)
- Олава (св) (TLK)
- Ополе-Головне (св) (TLK)
- Пасленк (TLK)
- Руново Поморське (REGIO), (TLK)
- Рибнік (св) (TLK)
- Жепін (св) (TLK)
- Славно (REGIO), (TLK)
- Слупськ (REGIO), (TLK)
- Сопот (TLK)
- Старгард (REGIO), (TLK)
- Щецин-Головний (REGIO), (TLK)
- Щецинек (REGIO)
- Свідвін (REGIO), (TLK)
- Тчев (TLK)
- Устка (св) (REGIO)
- Вейгерово (TLK)
- Вроцлав-Головний (св) (TLK)
- Зєльона Гура (св) (TLK)
- Жори (св) (TLK)

(Скорочення: св - курсують у вихідні, святкові дні та під час канікулярного періоду, REGIO - приміські поїзди, TLK - швидкі поїзди).

## Галерея

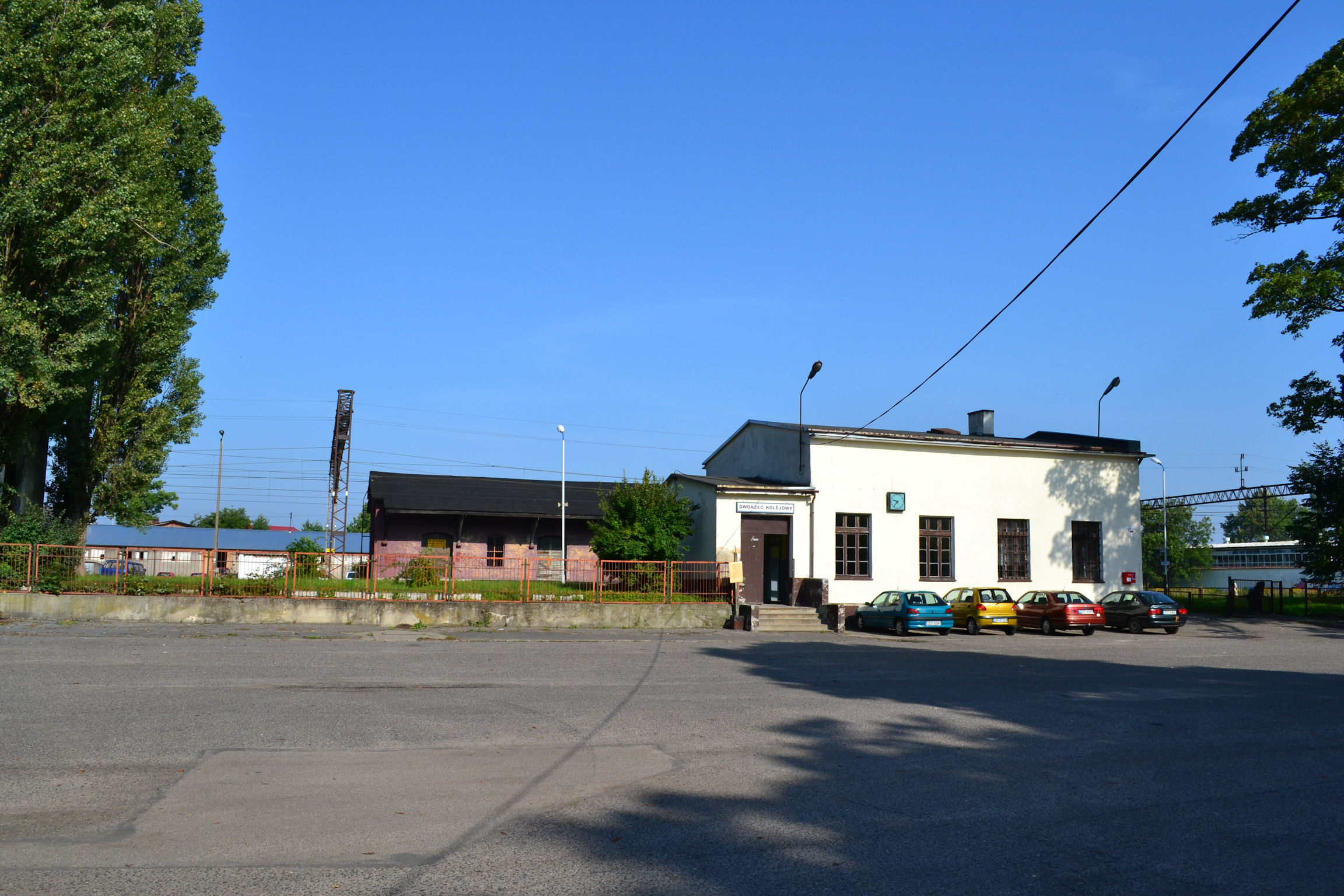
Будинок вокзалу.